# Like a Virgin (album)
Like a Virgin is het tweede album van Madonna. Het dateert uit 1984 en kwam uit onder het label Sire Records. Na het succes van haar titelloze debuutalbum wilde Madonna zelf de producer worden van haar volgende album. Haar label was echter niet bereid om haar de artistieke vrijheid te geven. Om die reden koos de zangeres Nile Rodgers uit om het album te produceren, dit vanwege zijn werk met David Bowie. Madonna schreef zes nummers op het album, waarvan vijf met Steve Bray als medeschrijver. De hoes van het album werd geschoten door de geroemde modefotograaf Steven Meisel. Van Like a Virgin werden wereldwijd zo'n 21 miljoen exemplaren verkocht.

## Nummers
1. Material girl
2. Angel
3. Like a Virgin
4. Over and over
5. Love Don't Live Here Anymore
6. Into the groove
7. Dress you up
8. Shoo-bee-doo
9. Pretender
10. Stay

In 1985 werd het album opnieuw uitgebracht, met de hitsingle Into the groove toegevoegd.